# Brand- en politiemelder

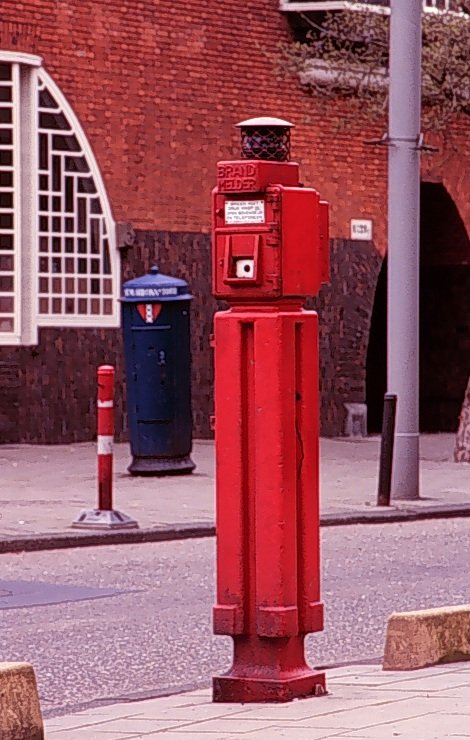
Een brand- en politiemelder ('Rode Wachter') aan het Spaarndammerplantsoen in Amsterdam-West

Een brand- en politiemelder is een paal langs de openbare weg waarmee de brandweer of politie kan worden gealarmeerd.

## Geschiedenis
Dergelijke melders kwamen vanaf de tweede helft van de negentiende eeuw in verschillende landen voor. Het eerste telegrafische brandmeldingssysteem in de Verenigde Staten, ontworpen door ingenieur Moses Farmer en William Channing, werd in 1851 in Boston aangelegd en op 28 april 1852 in gebruik genomen. Tegen het eind van de eeuw beschikten honderden Amerikaanse steden over een dergelijk systeem. Londen volgde in 1880, Berlijn in 1886. Philadelphia was de eerste stad waar, op 19 april 1856, de telegrafische brandweermelder gecombineerd werd met een politiemelder.
Door de opkomst van het kosteloos telefoneren naar hulpdiensten vanuit een telefooncel, het groeiend aantal telefoonabonnees en het latere wijdverbreide gebruik van mobiele telefoons, de hoge onderhoudskosten en het hoge aantal valse meldingen als gevolg van baldadigheid verdwenen de ooit talrijk voorkomende zuilen langzaam uit het straatbeeld van veel steden. De laatste in Londen verdween in januari 1958, in Berlijn waren er in 2012 nog elf over.

### Verenigde Staten
In sommige Amerikaanse steden bleef het brandmeldingssysteem desalniettemin in stand. Zo waren er in Boston, de eerste stad ter wereld waar de telegrafische brandmelders werden toegepast, in 2014 nog duizenden melders in gebruik. Andere steden, zoals Washington (in de jaren zeventig), Chicago en Los Angeles, schaften het systeem af. De brandweer van Boston benadrukte het belang van de brandmelders door onder meer te verwijzen naar de aanslagen van 11 september 2001, toen het telefoonnetwerk overbelast raakte. Daarnaast zijn ze door hun eenvoudige werking (het overhalen van een hendel) van nut voor niet-Engelstalige toeristen en mensen met een spraakgebrek. Een Amerikaanse rechter verbood in 2011 de verwijdering van de gemakkelijk bedienbare brandmelders uit de straten van New York, omdat daarmee onder meer de belangen van doven en slechthorenden zouden worden geschaad.

### Amsterdam
In Amsterdam waren van 19 november 1927 tot medio 1971 brandmelders in gebruik ontworpen door architect Pieter Lucas Marnette in de stijl van de Amsterdamse School. Deze rode, ruim 200 kg zware palen, gegoten door metaalgieterij J. Zimmer in Amsterdam en met apparatuur geleverd door Siemens & Halske uit Berlijn, hadden de bijnaam de Rode Wachter. De meeste waren van 21 november 1933 tot eind jaren vijftig tevens uitgerust met een politiemelder aan de andere zijde van de paal, die op dezelfde wijze werkte als de brandmelder: na het stukslaan van een glazen ruitje kon door een knop in te drukken een deurtje worden geopend om toegang te krijgen tot de ingebouwde telefoon waarmee de hulpdienst kon worden bereikt. Boven op de zuilen brandde 's avonds een blauw licht. Volgens de Amsterdamkalender versie 2023 stonden er in 1958 415 exemplaren met een onderlinge afstand van 350 meter. Met de groei van het telefoonverkeer en -bezit werd de noodzakelijkheid van de Rode Wachter steeds minder en verdween hij bijna geheel uit het straatbeeld.
Anno 2021 waren er in Amsterdam en omgeving nog zeven Rode Wachters te vinden. De brandmelder naast het voormalige politiebureautje in het dorp Sloten staat nog op zijn oorspronkelijke locatie. Ook in de collectie straatmeubilair op de binnenplaats van Museum Het Schip bevindt zich een brandmelder. Daarnaast zijn er ook brandmelders opgesteld bij diverse brandweerkazernes: 'Dirk' aan de Honthorststraat/Hobbemakade, 'Victor' aan de Dapperstraat, 'IJsbrand' aan de Displaystraat (Amsterdam-Noord), post Driemond en 'BOCAS' (Schiphol). Ook stond er voorheen een brandmelder in een particuliere tuin aan de Celsiusstraat in de Watergraafsmeer.

## Galerie

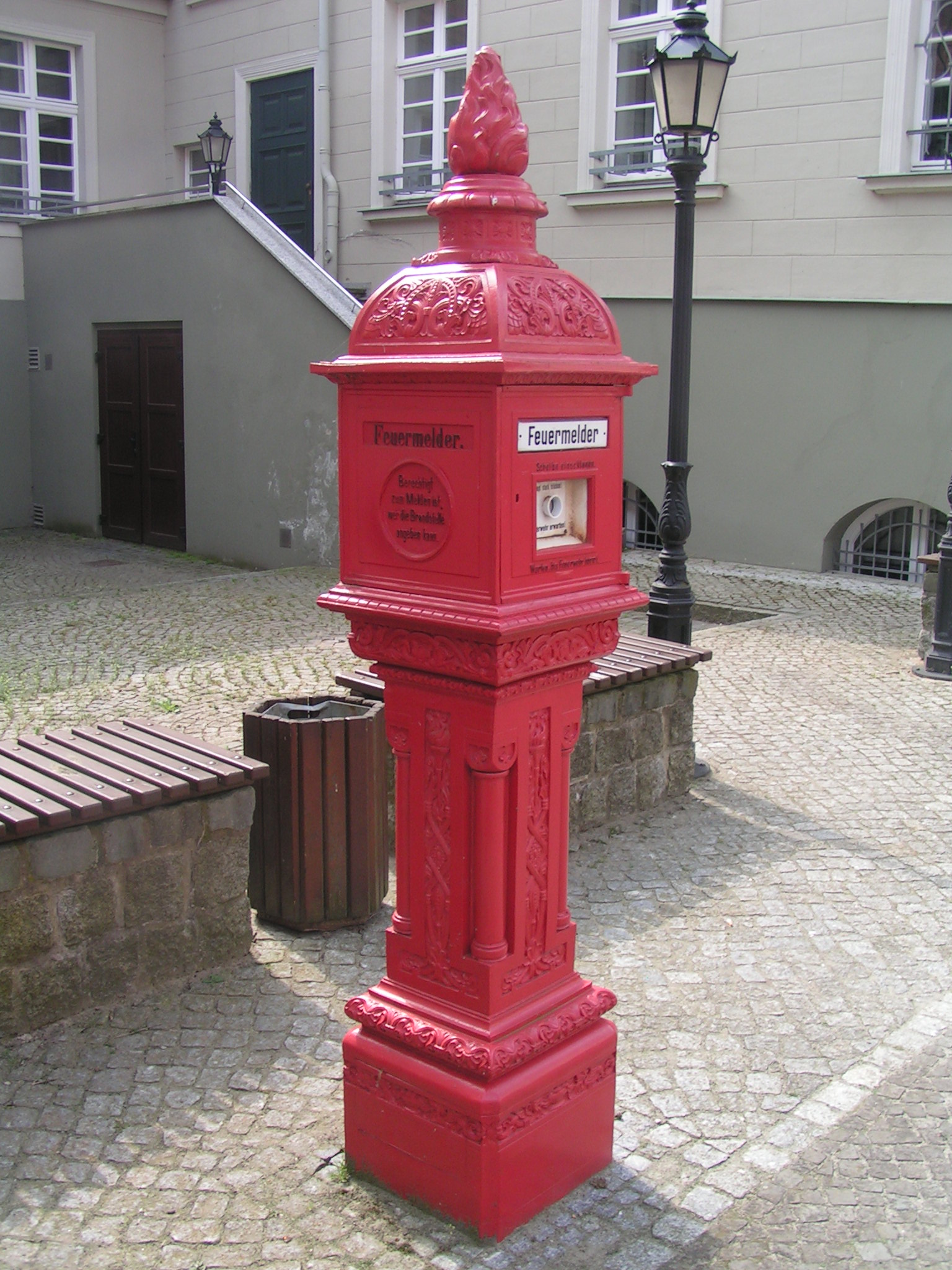
Oude, Duitse brandmelder
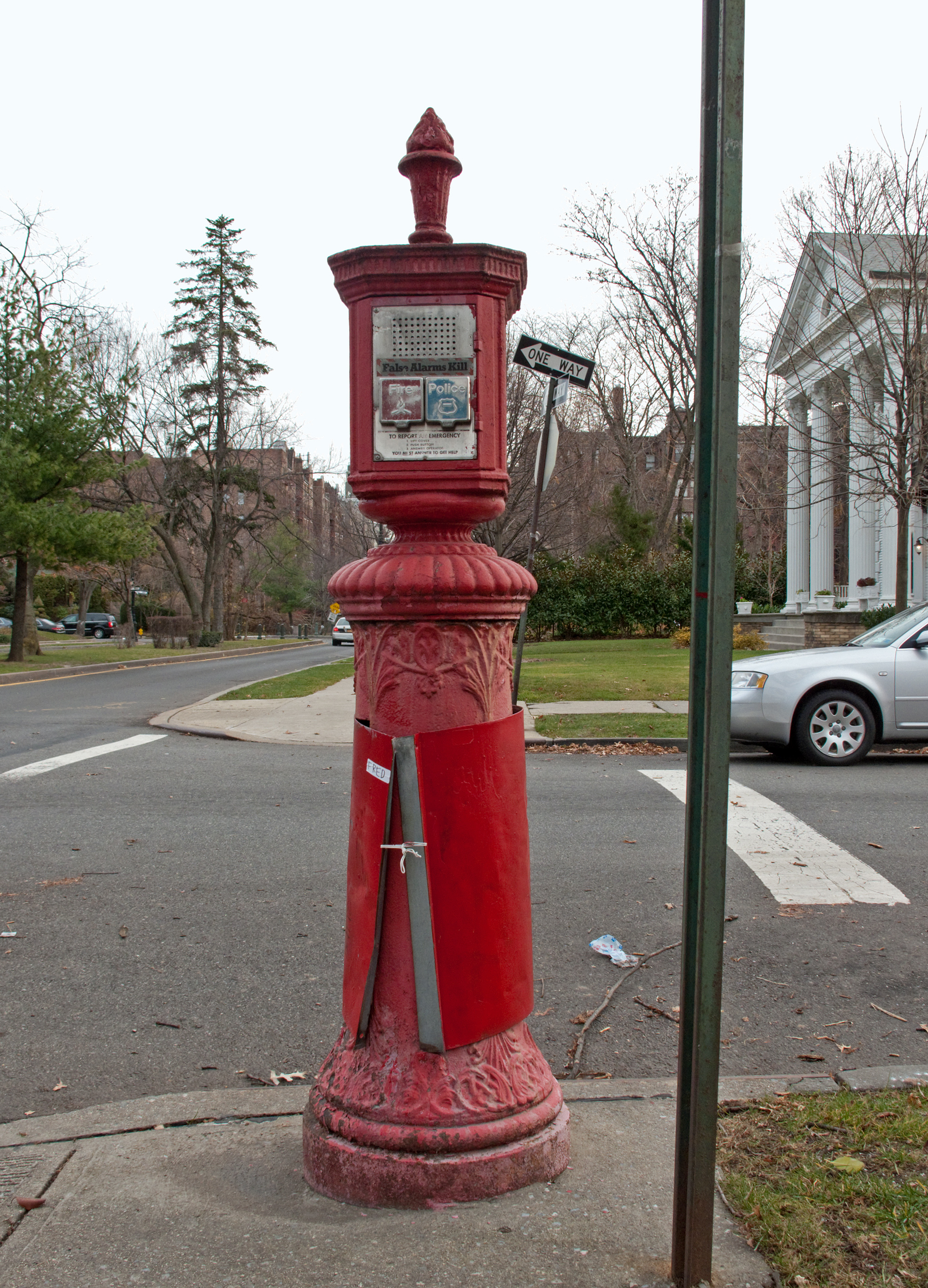
Brand- en politiemelder in New York (2012)
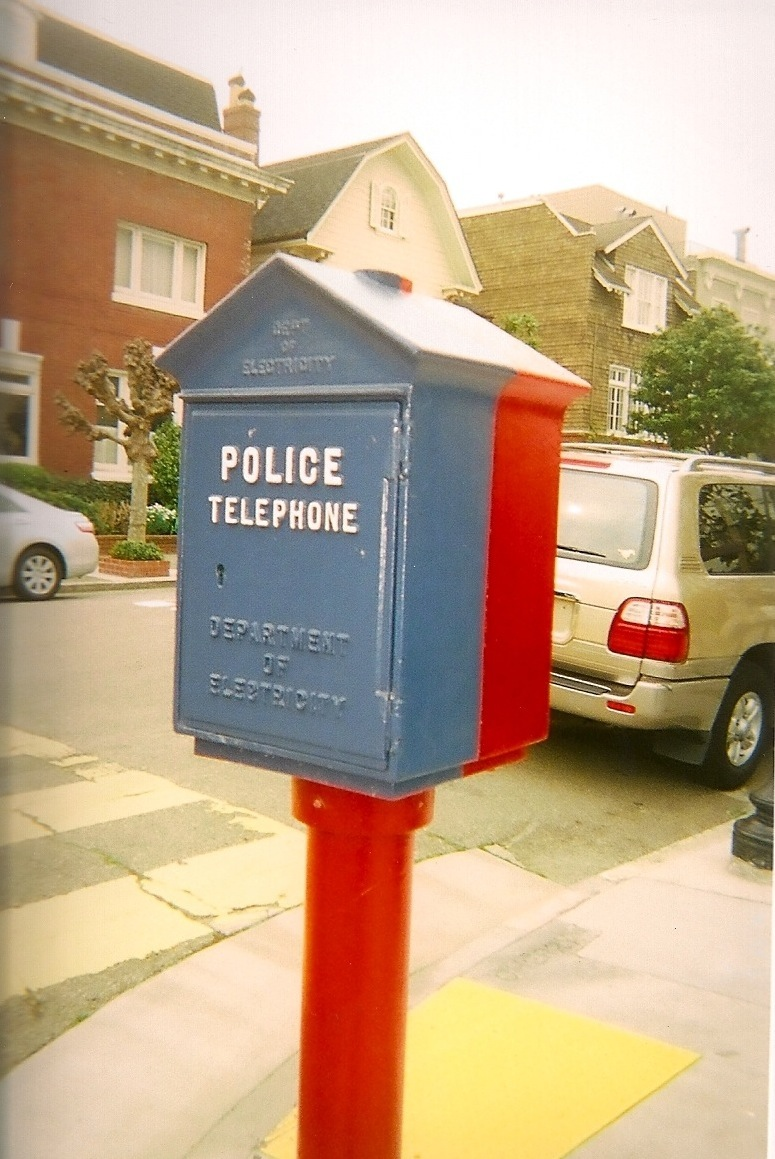
Rood-blauwe brand- en politiemelder in San Francisco (2009)
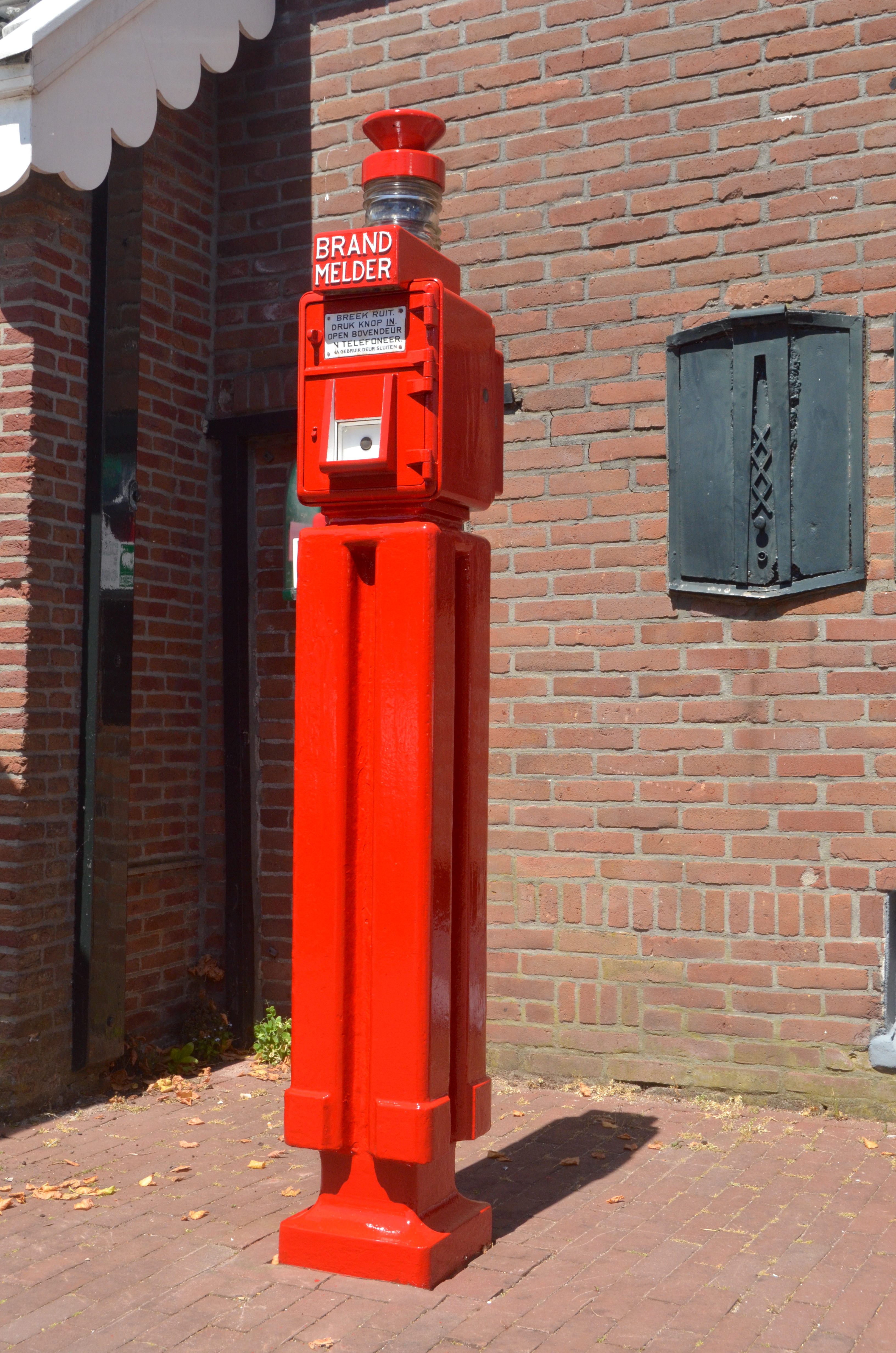
Brandmelder voor Politiebureau Sloten (gemeente Amsterdam).
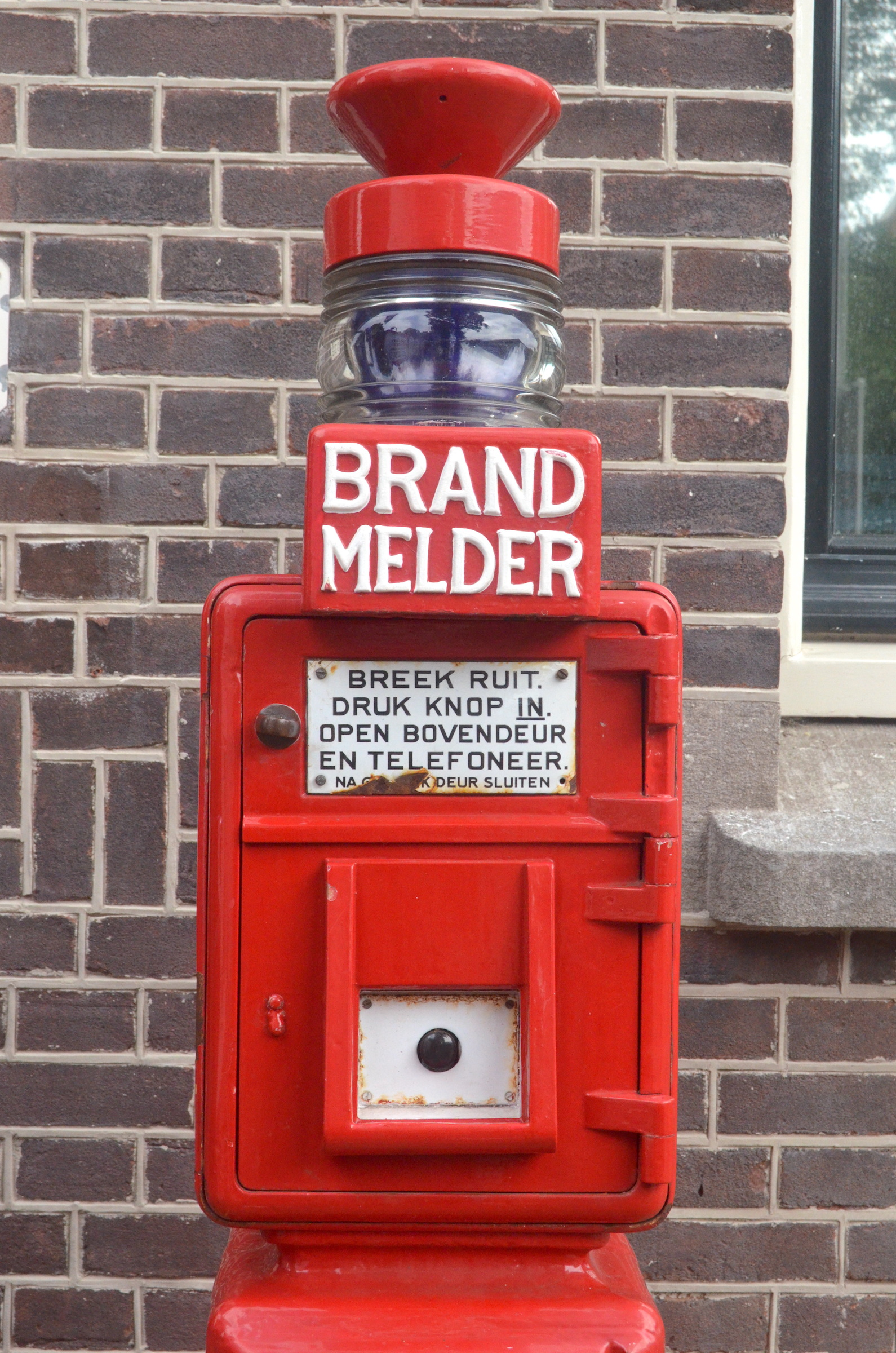
Brandmelder (detail) voor kazerne Victor aan de Dapperstraat in Amsterdam-Oost.